# Петро-Михайлівка
Петро́-Миха́йлівка — село в Україні, адміністративний центр Петро-Михайлівської сільської громади Запорізького району Запорізької області. 
Площа села — 237,5 га., тут налічується 549 дворів. Кількість населення на 1 січня 2007 року — 1446 чол.

## Географія
Село Петро-Михайлівка знаходиться за 5 км від лівого берега річки Дніпро, на відстані 2 км від села Дніпровка. За 2 км від основної частини села розташована невелика його частина, яка примикає до села Запорізьке. По селу протікає пересихаючий струмок з загатою. Поруч проходить автомобільна дорога М18 (E105)).
Село розташоване за 35 км від міста Вільнянськ за 45 км від обласного центру.
Найближча залізнична станція — Вільнянськ — знаходиться за 35 км від села.
Сучасне село Петро-Михайлівка розбудувалося обабіч великої і знаної Балки Таволжанської, у самісінькому її верхів'ї.

## Населення

### Мова
Розподіл населення за рідною мовою за даними перепису 2001 року:
| Мова       | Кількість | Відсоток |
| ---------- | --------- | -------- |
| українська | 1309      | 87.27%   |
| російська  | 181       | 12.07%   |
| вірменська | 4         | 0.27%    |
| білоруська | 2         | 0.13%    |
| болгарська | 2         | 0.13%    |
| румунська  | 2         | 0.13%    |
| Усього     | 1500      | 100%     |

## Історія
Село Петро-Михайлівка, згідно офіційній інформації, утворилося в 1877—1884 рр. як хутір. Року 1884, громада малоземельних селян числом у 123 господаря на чолі з Юнацьким Петром Михайловичем (в статистичних матеріялах від 1899, 1911 років — Юніцький П.М, «Юницкій и Ко Т-во крестьян с. Андреевка, у кол. 123 дома»), беруть у новоствореному Селянському банку міста Катеринослава грошовий кредит на купівлю 1190 десятин землі (по 100 га на одного господаря)… Землю було куплено на Андріївській пустоші, у верхів'ї Балки Капустяної
Варто зауважити, що в метриках Успенської церкви села Андріївки, Андріївської волості, Олександрівського повіту, Катеринославської губернії згадка про хутір Богуслав і Петро-Михайлівський з'являється лише в рік 1901. До цієї дати жодних даних пов'язаних з вищевказаними населеними пунктами не зазначено.
Перший сільський освітній заклад — Петро-Михайлівську (Богуславську(?)) двокласну церковно-приходську школу грамоти було збудовано старанням приходського(Андріївської церкви Успіння Пресвятої Богородиці) священика Георгія Миколайовича Беззабави у 1906 році. Нині в приміщенні колишньої школи міститься КП «Водоканал» та ритуально-поховальна служба. Приміщення є памяткою архітектури місцевого значення.
До першої московитської окупації України, землі, на яких згодом постане хутір Петро-Михайлівський належали до Самарської паланки Запорозької Січі і складали частину вольностей запорозького козацького товариства. По надпорозьких балках козаки-запорожці облаштовували свої зимівники(хутори), господарювали. Зимівники(хутори) на запорозьких землях починають поставати з XVI століття. З моменту зруйнування Запорозької вольниці землі запорожців почали масово заселятися людьми прийшлими, поміщицькими… Про козацькі хутори в окрузі балки Таволжаної знаємо мало, але факт їхнього існування цілком ймовірний. Так відомо, що землі, на яких вибудовано сучасне село Петро-Михайлівка куплені товариством малоземельних селян Старої Андріївки на чолі з Юнацьким(Юніцьким) Петром Михайловичем, його засновником, вже разом з хуторами. Можливо з давнішими козацькими зимівниками. Проте, можемо тільки здогадуватися і вибудовувати лише версії, принаймні на сьогодні. Дослідження тривають…
7 (20) листопада 1917 року, відповідно до Третього Універсалу Української Центральної Ради, увійшло до складу Української Народної Республіки.
У 1920 отаман Брова, що стояв у Вовнігах зробив напад на Петро-Михайлівку та вбив міліціонера. Загін "Чорна Хмара" під проводом Івана Марківа приймав в тому участь
Внаслідок поразки Перших визвольних змагань село надовго окуповане більшовицькими загарбниками Вже наприкінці 20-х років ХХ століття територія Андріївської пустоші, з хуторами і селами зайнята революційними більшовиками з-під проводу політичного і революційного вождя працюючих мас Володимира Ульянова-Леніна. Розпочинається новий виток історії — встановлення і укріплення влади совєтов(рад). На базі хуторів утворюються колективні господарства селян: «Нове життя» — хутір Петро-Михайлівський", «Реконструкція» — хутір Богуслав. Числа 29 лютого 1930 року було прийняте рішення про об'єднання хуторів Богуслав і Петро-Михайлівський в один населений пункт — село Петро-Михайлівку. На базі об'єднаного села утворюється колгосп «Комінтерн». Першим головою колективного господарства стає Васильченко(?)…
До 1930 років у межах сучасного села існувало два, чітко означені і задокументовані хутори — на відстані 0,5 км один від одного: хутір Богуслав(а) (Андріївської волості, Олександрівського повіту, Катеринославської губернії), хутір Петро-Михайлівський (Петро-Свистунівської (Андріївської) волості, Олександрівського повіту, Катеринославської губернії). Існує версія, що хутір Богуслава засновано у 1877 р., а Петро-Михайлівський — у 1884 р., проте, офіційно зазначено, що саме хутір Петро-Михайлівський засновано у 1877 році… Кожен з хуторів мав(?) своє, окреме кладовище: хутір Богуслав — «богуславське», його залишки були наявні до 50-х років ХХ століття, і хутір Петро-Михайлівка — «Петро-михайлівське», його «нова» частина і на сьогодні є діючою. З оповідок місцевих селян маємо звістку про існування у межах сучасного села Петро-Михайлівки, ще декількох хуторів (висілок) — Гарбо-Пузівка(нині вулиця Садова) і Собачівка(частина вулиці Матросова, від сільського ставка, де «Білий Ведмідь»(приміщення колишньої машино-тракторної станції(МТС)) і до західної межі сучасного села. З оповідок місцевих мешканців, ця назва взялася з причини перебування у приміщенні колишнього МТС студентів з Росії, які приїздили на сільгоспроботи до колгоспу. Шкіра у них була білою, незагорілою, ось тому від місцевих селян вони отримали назву «Білі ведмеді». Хутір Гарбо-Пузівка названий за прізвищами родин перших поселян-засновників — Гарбузів і Пузів. Містився хутір недалеко від північно-східної околиці хутора Богуслав. Хутір Гарбо-Пузівка також мав(?) своє окреме «східне» кладовище, яке існує і на цей час. Найстарішими з поховань, згідно зазначень на надгробних табличках, є поховання початку 30-х років ХХ століття. Саме на початок 30-х років припадає заснування хутора (висілок) Гарбо-Пузівка, виходячи з результатів краєзнавчих розвідок… По ІІ Світовій війні ще один населений пункт увійшов до складу села Петро-Михайлівки. Це був хутір Царевий. Хутір містився на значній, у 2,5 км, відстані від південної межі села, на півленному боці Балки Лишньої, поруч з хутором Запорожець, нині село Запорізьке. У складі села Петро-Михайлівка хутір набув статусу вулиці, яка отримала назву — Південна. До кінця 90-х років ХХ століття, вулиця Південна майже знелюднюється. На сьогодні Південна вулиця складається з декількох значно віддалених одне від одного приватних господарств(хуторів) і декількох вцілілих від руйнування покинутих приватних житлових будинків. Далі буде…
У 1932–1933 селяни пережили більшовицький геноцид голодомор, політичні репресії
З літа 1941 року до осені 1943 року село Петро-Михайлівське знаходилося під контролем і керівництвом гітлерівської окупаційної адміністрації, у селі розміщується штаб німецьких окупаційних сил ІІІ Райху.
Під час гітлерівської окупації на село Петро-Михайлівку і його округу поширювалася пасторська служба Української автокефальної православної церкви. Настоятель Української православної церкви Святої Троїці В.Гладун з 7 вересня 1943 року призначений резолюцією Архієпископа УАПЦ Генадія настоятелем Свято-Покровської церкви у
селі Петро-Михайлівка, Софіївського району(від 1966 року Вільнянський район), Запорізька область.
23 вересня 1943 року село було окуповано россійсько-совітською Червоною Армією в ході Другої світової війни. У зв'язку з цим, за часів панування совітської влади, день села встановлено на 23 вересня.
В центрі села, поряд з приміщенням контори ВАТ «Петромихайлівське», знаходиться спільна могила вояків Червоної Армії, які загинули у боях з гітлерівськими військами на території села Петро-Михайлівки та її околицях. На попередньому місці поховання, меморіал було перенесено,  наприкінці 70-х років ХХ століття збудовано нову сільську середню школу.
У с. Петро-Михайлівка діє етнографічний музей, який налічує більше 200 експонатів. Він знайомить відвідувачів з господарством і побутом сільського населення краю кінця XVIII — початку XIX століття.

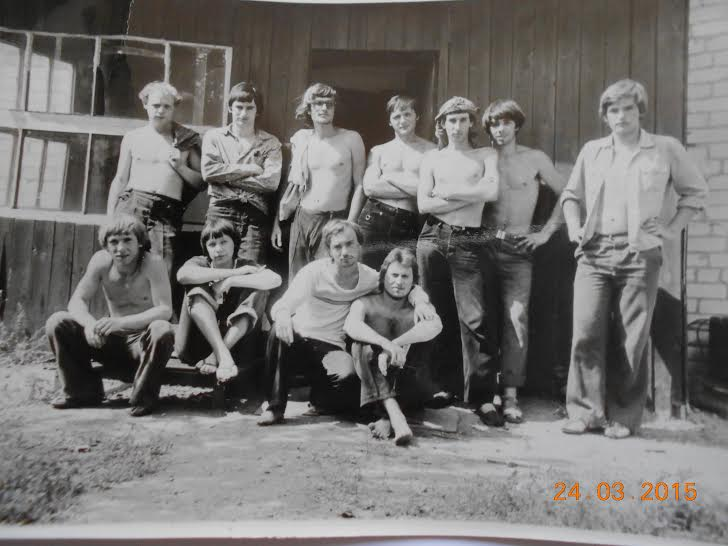
«Жовтневий» загін ЗПДЕ ІА АН УРСР 1980 рік. Керівник загону студент ЗДПІ Сергій Миколайович Кравченко

На початку 80-х років ХХ століття на прилеглих до села Петро-Михайлівки землях працювала Запорізька постійно діюча експедиція ІА АН УРСР. Завданням експедиції було дослідження степових пірамід-курганів на шляху пролягання майбутньої другої лінії Жовтневої зрошувальної системи. Досліджувалися декілька курганних груп і окремі кургани. Досліджувані об'єкти отримали робочі назви «Петро-Михайлівка-I» і «Петро-Михайлівка-II». Курганна група «Петро-Михайлівка-І» свого часу височила поруч з радгоспним елеватором-током, а «Петро-Михайлівка-ІІ» колись знаходилася на північно-східній окраїні села. Відповідно до мапи за редакції підполковника Стрельбицького датованої жовтнем 1865 року, курганна група «Петро-Михайлівка-І» мала давню народну назву — «Могила Висока». Очолювали археологічну експедицію кандидат історичних наук Світлана Миколаївна Ляшко і студент історичного факультету ЗДПІ Сергій Миколайович Кравченко.

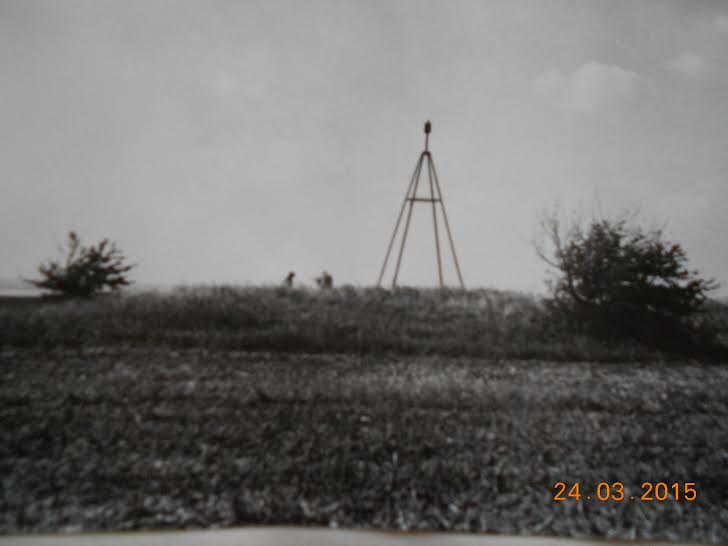
Досліджувана курганна група Петро-Михайлівка-І. За мапою 1865 року з-під редакції підполковника Стрельбицького, курганна група має назву «Могила Висока». Досліджена у 1980 році ЗПДЕ ІА АН УРСР. Керівник експедиції канд. іст. наук Світлана Миколаївна Ляшко.

Курганна група "Петро-Михайлівка-І (Могила Висока, Стрельбицький Іван Опанасович 1865 рік).
З 1989 по 1991 рік у селі діяв нелегальний осередок Народного Руху України  з-під проводу Вячеслава Чорновола .
З 24 серпня 1991 року селище входить до складу незалежної України.
25 лютого 2015 року у селі невідомими було демонтовано і знищено пам'ятник Леніну. Жодна з політичних сил не заявила про свою причетність до «ленінопаду» у Петро-Михайлівці.
19 лютого 2020 року члени правління ГО НДІАС "Ритон" у співпраці з місцевою владою, встановили меморіальну дошку на перший освітній заклад села Петро-Михайлівки - Богуславську (від хутора Богуслав.  Містився на одному з відрізків сучасної вулиці ім. Олександра Матросова на відстані 0,5 км від хутора Петро-Михайлівського) - двокласну церковно-приходську школу збудовану у 1906 році .
До 2017 було центром Петро-Михайлівської сільської ради.

## Сьогодення
На території населеного пункту працюють загальноосвітня школа, дитячий садок, сільська книгозбірня(бібліотека), будинок культури, лікарня.
Підприємства — ВАТ «Петромихайлівське», фермерські господарства.
У 2020 р. при опорному закладі середньої освіти «Орієнтир» Петро-Михайлівської сільської ради відкрито «Природничий музей»

## Пам'ятки
Село Петро-Михайлівка розбудоване у верхів'ї Балки Таволжанської — території і об'єкту Природно-заповідний фонд Запорізької області. Неподалік від села розташована ботанічна пам'ятка природи — Росохувата Балка. На південь від села Петро-Михайлівки розташована Балка Лишня . Її північні схили проти села Запорізького щороку рясно вкриваються ковилою. Навесні, один з відрогів Балки Лишньої, який у народі має назву «Штани»(напевно за двома лініями лісосмуг, які ростуть на його вершинах) густо квітне Горицвітом.